# Pasaka
La Pasaka est un jeu direct dérivé de la courte paume. Ses premières apparitions datent du XVIIe siècle. C’est le plus ancien des jeux joués en trinquet. Il se pratiquait à l’origine à main nue, bien que maintenant l’on utilise un gant en cuir. Il est en fait le pendant intérieur du laxoa. 

## Description du jeu
Il se pratique en trinquet avec un filet médian à 1,20 mètre de hauteur, séparant deux équipes composées de deux joueurs chacune. La pelote, en laine ou en chiffon recouverte de cuir, est envoyée, à l'aide d'un gant en cuir, par un coup glissé instantané, le xirrist. Le renvoi de la pelote dans le camp adverse se fait soit à la volée, soit après  un rebond. Cependant, comme elle ne contient pas de latex, la pelote de pasaka rebondit beaucoup moins bien. 
Une partie se joue en treize jeux, et le décompte des points se fait comme au rebot (15, 30, 40).
Le décompte des points est identique à celui du rebot. L’engagement se fait avec la main libre du joueur (celle sans le gant), et du bas vers le haut (l’inverse est interdit, comme par le côté). Ensuite, le but est de renvoyer la pelote hors de son camp. Il faut impérativement la frapper (à la volée ou après rebond), il est interdit de la garder dans le gant, sinon c’est artua, la balle est fausse.
Les effets (notamment le geste de renvoi de la pelote) et l'utilisation des murs chicanes en font un véritable jeu de billard. 
Le juge ne s’exprime que lorsqu’il est consulté par un joueur. S’il y a faute mais que personne ne demande l’avis du juge, le point est accordé comme s'il n’y en avait pas.
Le pasaka se joue dans le cadre de compétitions, d’octobre à mars, dans la mesure où cette pratique se joue en trinquet. À l’arrivée des beaux jours, les variantes de pelote se jouant à l’extérieur reprennent le dessus.
Le jeu de pasaka est inscrit à l'Inventaire du patrimoine culturel immatériel en France.